# Championnat des Bermudes de football 2015-2016
Navigation
Saison précédente Saison suivante
La saison 2015-2016 du Championnat des Bermudes de football est la cinquante-troisième édition de la Premier Division, le championnat de première division aux Bermudes. Les dix formations de l'élite sont réunies au sein d'une poule unique où elles s'affrontent deux fois au cours de la saison. À l'issue du championnat, les deux derniers du classement sont relégués et remplacés par les deux meilleurs clubs de First Division.
C'est le club de Dandy Town Hornets qui remporte la compétition cette saison après avoir terminé en tête du classement final, avec douze points d'avance sur Robin Hood FC. Il s’agit du huitième titre de champion des Bermudes de l'histoire du club.

## Les clubs participants
- Boulevard Blazers - Promu de First Division
- Dandy Town Hornets
- North Village Community Club
- Devonshire Cougars
- PHC Zebras
- Southampton Rangers
- Somerset Cricket Club Trojans
- Hamilton Parish FC
- Devonshire Colts - Promu de First Division
- Robin Hood FC

## Compétition
Le barème de points servant à établir le classement se décompose ainsi :
- Victoire : 3 points
- Match nul : 1 point
- Défaite : 0 point

### Classement
| Rang | Équipe                         | Pts | J  | G  | N | P  | Bp | Bc | Diff |
| ---- | ------------------------------ | --- | -- | -- | - | -- | -- | -- | ---- |
| 1    | Dandy Town Hornets             | 44  | 18 | 14 | 2 | 2  | 59 | 19 | +40  |
| 2    | Robin Hood FCC                 | 32  | 18 | 10 | 2 | 6  | 37 | 26 | +11  |
| 3    | PHC Zebras                     | 27  | 18 | 7  | 6 | 5  | 36 | 28 | +8   |
| 4    | North Village Community Club   | 27  | 18 | 7  | 6 | 5  | 29 | 23 | +6   |
| 5    | Boulevard BlazersP             | 24  | 18 | 6  | 6 | 6  | 34 | 33 | +1   |
| 6    | Devonshire Cougars             | 23  | 18 | 7  | 2 | 9  | 24 | 27 | -3   |
| 7    | Somerset Cricket Club TrojansT | 22  | 18 | 5  | 7 | 6  | 27 | 33 | -6   |
| 8    | Devonshire ColtsP              | 19  | 18 | 4  | 7 | 7  | 32 | 42 | -10  |
| 9    | Southampton Rangers            | 17  | 18 | 3  | 8 | 7  | 25 | 46 | -21  |
| 10   | Hamilton Parish FC             | 10  | 18 | 2  | 4 | 12 | 23 | 49 | -26  |

|  | Champion des Bermudes 2015-2016                                                        |
|  | Relégation en First Division                                                           |
|  | T : Tenant du titre C : Vainqueur de la Coupe des Bermudes P : Promu de First Division |

### Matchs
| Résultats (▼dom., ►ext.)      | BLVD | DTown | DCFC | DRC | HPFC | NVCC | PHC | RHFC | SCC | SRSC |
| Boulevard Blazers             |      | 2-3   | 1-1  | 0-0 | 4-3  | 2-1  | 2-1 | 0-2  | 1-3 | 6-0  |
| Dandy Town Hornets            | 4-0  |       | 8-3  | 4-0 | 10-3 | 2-1  | 4-0 | 0-1  | 2-0 | 1-1  |
| Devonshire Colts              | 1-1  | 0-2   |      | 0-5 | 1-3  | 3-3  | 2-1 | 1-2  | 3-5 | 2-2  |
| Devonshire Cougars            | 4-2  | 2-1   | 1-4  |     | 3-0  | 1-0  | 1-2 | 0-2  | 1-3 | 2-0  |
| Hamilton Parish FC            | 1-2  | 1-5   | 2-4  | 2-0 |      | 0-3  | 0-0 | 0-2  | 1-1 | 1-1  |
| North Village Community Club  | 3-1  | 0-1   | 1-0  | 1-0 | 3-1  |      | 2-0 | 3-2  | 0-0 | 1-1  |
| PHC Zebras                    | 1-1  | 1-2   | 3-3  | 3-1 | 2-2  | 2-2  |     | 2-0  | 2-2 | 4-2  |
| Robin Hood FC                 | 2-2  | 1-5   | 0-2  | 0-0 | 4-2  | 3-1  | 0-3 |      | 4-1 | 5-1  |
| Somerset Cricket Club Trojans | 2-2  | 0-2   | 1-1  | 1-2 | 1-0  | 2-2  | 1-6 | 2-1  |     | 0-2  |
| Southampton Rangers           | 1-5  | 3-3   | 1-1  | 2-1 | 3-1  | 2-2  | 1-3 | 1-6  | 1-1 |      |

## Bilan de la saison
| Championnat des Bermudes de football 2015-2016 |                               |
| Champion                                       | Dandy Town Hornets (8e titre) |
| Coupes et trophées                             |                               |
| Vainqueur de la Coupe des Bermudes 2015-2016   | Robin Hood FC                 |
| Qualifications continentales                   |                               |
| CFU Club Championship 2017                     | Aucun                         |
| Promotions et relégations                      |                               |
| Promus en Premier Division                     | Flanagan's Onions FC          |
| Promus en Premier Division                     | Somerset Eagles FC            |
| Relégués en First Division                     | Southampton Rangers           |
| Relégués en First Division                     | Hamilton Parish FC            |